# 共同電視
共同电视（日语：共同テレビジョン）成立于1958年7月28日，是日本富士电视台及富士产经集团属下的一家电视制作公司。现时的电视制作总部位于东京都中央区筑地的滨离宫Parkside Place。主要的业务是制作及发行电视动画、电视剧以及电视新闻节目等等。

## 歷史
1958年7月28日，共同通信社結合富士電視台、東海電視台、關西電視台、日本教育電視台（NET）、日本放送協會（NHK）等，合資成立共同电视新闻社（共同テレビジョンニュース社），主要業務為提供新聞影片。之後，NET與NHK退出共同电视新闻社，共同电视新闻社成為富士電視台系列的新聞製作公司。1966年，隨著富士新聞網（FNN）成形，共同电视新闻社轉型為電視節目製作公司。1970年，共同电视新闻社更名為共同电视。1986年8月1日，共同电视開始製作电视剧。